# Francisca Subirana
Francisca "Panchita" Subirana Wolf (Barcelona, España, 1900 - Herzliya, Israel, marzo de 1981) fue una tenista española.

## Biografía
Francisca Subirana ganó el Torneo de lawn-tenis de Barcelona entre 1916 y 1920, en cinco ocasiones seguidas. En 1920, llegó a la final del Campeonato del Mundo de Pista Dura (anterior a Roland Garros y celebrado casi siempre en París), perdiendo con Dorothy Holman. Formó parte del equipo español de tenis en los Juegos Olímpicos de 1920 en Amberes pero no pudo jugar su primer partido, contra Winifred McNair.

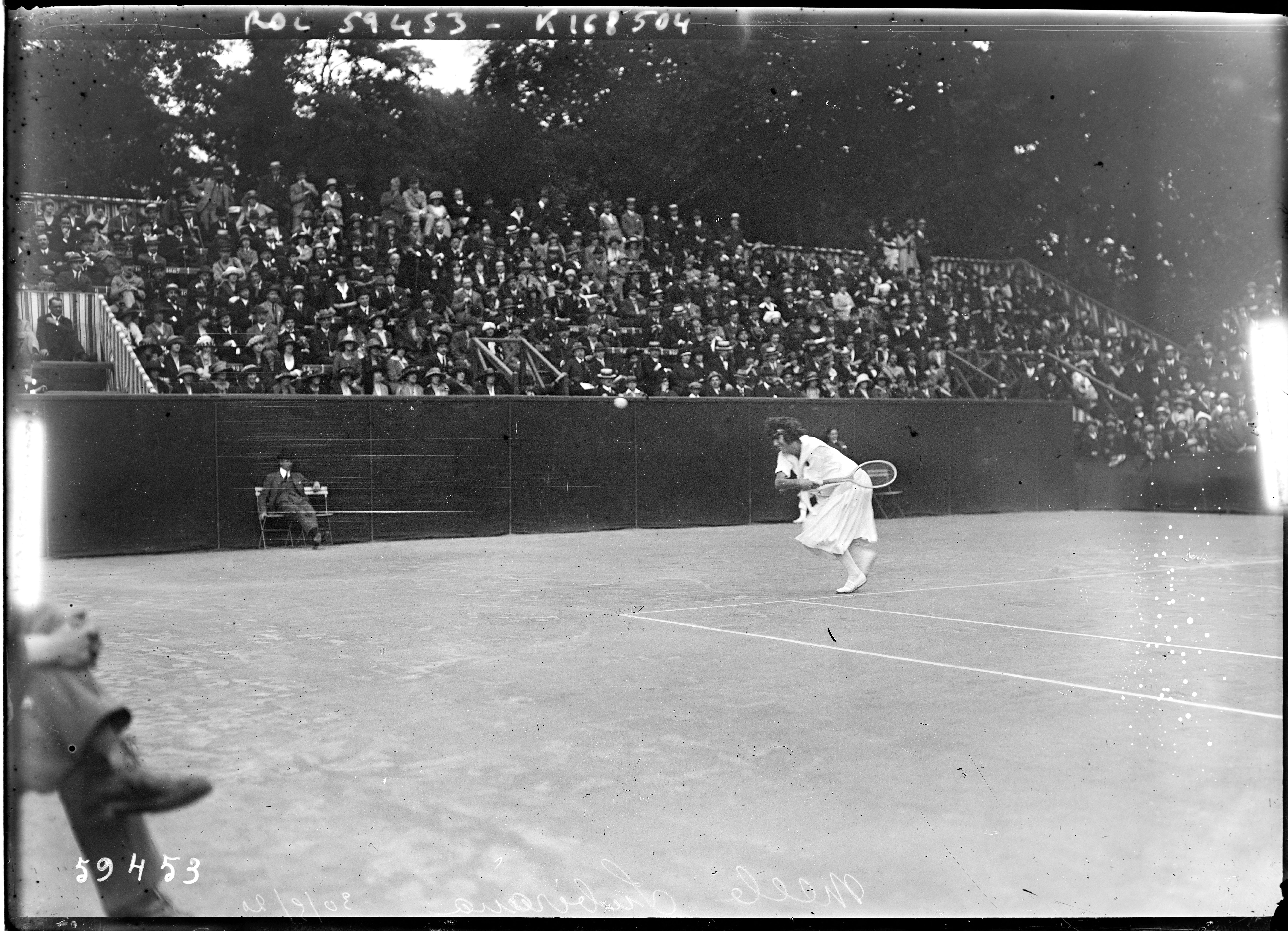
Francisca Subirana en 1920 en el Campeonato del Mundo de Pista Dura en París

En sus años de gloria tenística, Francisca Subirana mantuvo una relación de amistad con el músico Pau Casals, el cual había jugado a tenis en su juventud. Casals se hizo construir una pista de tenis en su chalet situado en la playa de Sant Salvador, cercana al Vendrell, su pueblo natal, y Subirana jugaba en la pista por las tardes con él.
Subirana se retiró del tenis alrededor de 1922. Se casó con Ricardo Wolf, un emigrante alemán en Cuba en 1924. En 1961 el matrimonio se trasladó a Israel donde su marido fue nombrado embajador de Cuba por Fidel Castro. Después de que Wolf se retirase de su puesto diplomático en 1973, los Wolf pasaron el resto de sus vidas en Israel.
En 1975 fundaron la Fundación Wolf que otorga los Premios Wolf desde 1978. 
Ricardo Wolf falleció en Herzliya en febrero de 1981, y Subirana un mes más tarde allí, a la edad de 81 años.